# Męczennicy z Durham
Męczennicy z Durham – grupa błogosławionych angielskich męczenników, ofiar prześladowań antykatolickich okresu reformacji, straconych w 1594 roku.
1. Jan Boste (John Boste) – ksiądz, stracony w Dryburn[1][2]
2. Jan Speed (John Speed) – wierny świecki stracony w Durham[3][4]
3. Jan Ingram (John Ingram) – ksiądz, konwertyta stracony w Newcastle[3][4]
4. Jerzy Swallowel (George Swallowel) – konwertyta stracony w Darlington[4]

Męczenników z Durham beatyfikował papież Pius XI 15 grudnia 1929 roku.
Wspomnienie liturgiczne dla grupy wyznaczono na 24 lipca